# Tanichthys albonubes
Cá mây trắng (Danh pháp khoa học: Tanichthys albonubes) là một loài cá trong họ Cyprinidae, chúng được nuôi và lai tạo để làm cá cảnh với hai biến thể được ưa thích là cá mây vàng và cá mây tím.Chúng bắt nguồn từ vùng núi Bạch Vân của tỉnh Quảng Đông thuộc miền đông nam Trung Quốc. Môi trường sống của cá mây trắng ở nguồn nước suối rất nhiều thảm thực vật cạn. Cá mây trắng đã được nuôi sinh sản nhân tạo ở khu vực châu Á.

## Đặc điểm
Cá mây vàng dài 3–4 cm.Chúng là một biến thể màu sắc nổi bật của cá mây trắng White Cloud Mountain Minnow. Cá mây vàng sỡ hữu thân hình màu vàng phối với một ít màu trắng ở viền vây và tô điểm màu đỏ ở đuôi. Cá mây trắng vốn ưu chuộng hòa bình nên được nuôi chung với nhiều loài cá thủy sinh như cá neon, cá sóc đầu đỏ... Và chúng khỏe mạnh, dễ nuôi hơn cả cá neon.

## Thức ăn
Cá mây trắng ăn trùn chỉ,bo bo...đến thức ăn viên.

## Sinh sản
Cá mây trắng đẻ trứng dính ở gốc cây thủy sinh.Cá bố mẹ nên được được tách ra vì chúng có thể ăn trứng của chúng.